# Tayzin
Tayzin (tiếng Ả Rập: تيزين, cũng đánh vần Tizin) là một ngôi làng ở phía tây bắc Syria, một phần hành chính của Tỉnh Hama, nằm ở phía tây Hama. Các địa phương lân cận bao gồm Matnin ở phía bắc, al-Rabiaa ở phía tây nam, Umm al-Tuyur ở phía tây, Kafr al-Tun ở phía bắc và Shihat Hama ở phía đông bắc. Theo Cục Thống kê Trung ương (CBS), Tayzin có dân số 5.072 trong cuộc điều tra dân số năm 2004. Cư dân của nó chủ yếu là người Hồi giáo Sunni.